# Linha de sucessão presidencial da Câmara dos Deputados do Brasil

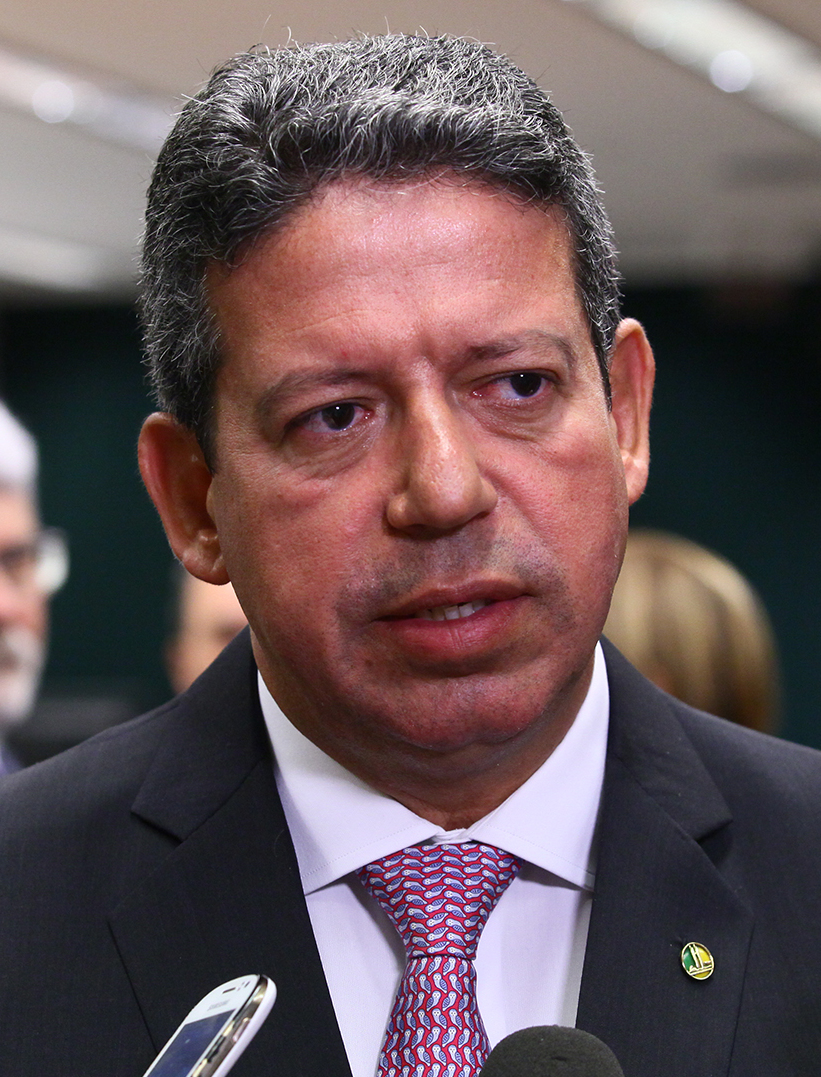
Arthur Lira, atual presidente da Câmara dos Deputados do Brasil.

A linha de sucessão presidencial da Câmara Federal é uma ordem de sucessão que define quem substitui ou sucede o presidente da Câmara dos Deputados do Brasil, estabelecida pelo regimento interno da Câmara.
Em 2016, por conta da decisão liminar do ministro Teori Zavascki, determinando o afastamento do deputado Eduardo Cunha (PMDB-RJ) da presidência da Câmara dos Deputados e a suspensão provisória de seu mandato, a Casa foi dirigida de interinamente pelo 1º vice-presidente, o deputado Waldir Maranhão (PP-MA).
Segundo o regimento, se nem o presidente da Câmara nem os dois vices puderem ocupar o cargo, o responsável por dirigir a Casa seria o 1º secretário. Ocupando o quarto lugar na linha sucessória, está o 2º secretário, seguido pelo 3ª secretário, sendo seguido ainda pelo 4º secretário. Além disso, a Mesa Diretora ainda disporia de mais quatro suplentes.
| Presidente da Câmara Arthur Lira (PP-AL) | → | 1º Vice-presidente Marcos Pereira (Republicanos-SP) | → | 2º Vice-presidente Sóstenes Cavalcante (PL-RJ) | → | 1º Secretário Luciano Bivar (UNIÃO-PE) | → | 2º Secretária Maria do Rosário (PT-RS) | → | 3º Secretária Júlio César (PSD-PI) | → | 4º Secretária Lucio Mosquini (MDB-RO) |
|                                          | → |                                                     | → |                                                | → |                                        | → |                                        | → |                                    | → |                                       |
| Titular                                  | → | 1.º                                                 | → | 2.º                                            | → | 3.º                                    | → | 4.º                                    | → | 5º                                 | → | 6º                                    |